# (13351) Zibeline
(13351) Zibeline ist ein Asteroid des äußeren Hauptgürtels, der am 20. September 1998 vom belgischen Astronomen Eric Walter Elst am La-Silla-Observatorium (IAU-Code 809) der Europäischen Südsternwarte in Chile entdeckt wurde.
Der Asteroid wurde am 23. Mai 2005 nach dem Zobel (Martes zibellina) benannt, einer Marderart, die wegen des wertvollen Zobelfelles und der daraus resultierenden übermäßigen Bejagung am Anfang des 20. Jahrhunderts nahezu ausgerottet war.